# 휴먼다큐 사미인곡
《휴먼다큐 사미인곡》은 2007년 11월 6일부터 2009년 4월 16일까지 KBS 1TV에서 방송된 텔레비전 프로그램이다. 2007년 9월 20일 목요일 첫 방송 당시 《생방송 사미인곡》이라는 제목으로 방송을 시작하였으나, 2007년 11월 6일부터 2008년 3월 25일까지는 《생방송 다큐 사미인곡》 이라는 제목으로 방송을 시작했으나, 2008년 3월 31일 자로 KBS의 텔레비전 프로그램 편성이 개편되면서 스튜디오 촬영을 폐지하고 HD 다큐멘터리 형식으로 전환하였다.
한편, 2008년 4월 3일 방영분 중 ‘행복한 조산사 서란희’편에서 조산사가 임부를 상대로 초음파 진료를 하는 장면을 여과 없이 내보내 대한의사협회로부터 공식적인 사과를 요구받았다.

## 방송 시간
- 첫 회 2007년 9월 20일 : 목요일 저녁 7시 30분
- 2007년 11월 6일 ~ 2008년 3월 25일 : 화요일 저녁 7시 30분
- 2008년 4월 3일 ~  2008년 11월 13일 : 목요일 저녁 7시 30분
- 2008년 11월 17일 ~ 2008년 12월 29일 : 월요일 밤 11시 30분
- 2009년 1월 8일 ~ 마지막회 : 목요일 저녁 7시 30분

## 동 시간대 지역 프로그램
| 지역프로그램     | 지역           | 방송국  | 진행자 |
| ---------------- | -------------- | ------- | ------ |
| 집중진단 강원    | 강원도         | KBS강원 | 최진호 |
| 집중진단 제주    | 제주특별자치도 | KBS제주 | 김부일 |
| 목요진단         | 대구광역시     | KBS대구 | 김명환 |
| 시사토론         | 충청북도       | KBS청주 | 유재풍 |
| 쟁점토론         | 광주광역시     | KBS광주 | 주원   |
| 쟁점토론         | 부산광역시     | KBS부산 | 최석태 |
| 포커스 엔(N)경남 | 경상남도       | KBS창원 | 조효래 |
| 포커스 21        | 전라북도       | KBS전주 | 법효종 |
| 생생토론         | 대전광역시     | KBS대전 | 박종오 |